# Rebelião de Kumul
A Rebelião de Kumul (em chinês:  哈密暴動 Hāmì bàodòng, "Revolta de Hami") foi uma rebelião dos uigures de Kumul que conspiraram com o general muçulmano chinês Ma Zhongying para derrubar Jin Shuren, governador de Sinquião. Os uigures de Kumul eram leais ao Canato de Kumul e almejavam restaurar o herdeiro do Canato e derrubar Jin. O Kuomintang queria removier Jin por causa de seus laços com a União Soviética, por isso aprovou a operação enquanto fingia reconhecer Jin como governador. A rebelião, em seguida, catapultou para combates de grande escala uma vez que  rebeldes uigures de Hotan no sul de Sinquião começaram uma rebelião em separado pela independência em conluio com os rebeldes quirguizes. Vários grupos se rebelaram e não estavam unidos; alguns até lutaram uns contra os outros. A parte principal da guerra foi travada por Ma Zhongying contra o governo de Sinquião. Ele era apoiado por Chiang Kai-shek, o premier da China, que secretamente concordou em deixar Ma tomar Sinquião.